# Државни службеник (2. сезона)
Друга сезона криминалистичке телевизијске серије Државни службеник емитовала се од 10. октобра до 15. новембра 2020 на Суперстар ТВ и има 12 епизода.

## Радња
У наставку заплета приче, уз много обрта, где више ништа неће бити исто, обрађују се теме сајбер криминала, ИТ технологије и утицаја друштвених мрежа на јавно мњење.
Лазар више није у служби, бори се са сопственим демонима и женином издајом - али како се ситуација заоштрава, мораће да преузме контролу.
У Србији су расписани ванредни парламентарни избори и почиње појачана активност страних сила.
Милојевић покушава да задржи ствари под контролом иако му многи раде о глави, па и најближи сарадници.
У изборној кампањи активира се, уз руску помоћ, и Српски отаџбински савез на челу са Смиљаном Вучетићем који дуго неће схватити да је изненадни успон његове партије део опасног плана у коме је угрожена безбедност земље.
Паралелно, некадашњи регионални руководиоци службе умиру под сумњивим околностима, а на мети су и Бакрачев и Милојевићев отац.
Бакрач је у великим животним преокретима које утичу на његову проницљивост и одлучивање у послу.
У причи пуној преокрета, сензационалних акција и неочекиваних жртава, најважније је само једно - безбедност државе без обзира на цену.

## Улоге

### Главне
- Милан Марић као Лазар Станојевић
- Небојша Дугалић као Станоје Милојевић
- Жарко Лаушевић као Илија Поморац
- Александар Берчек као Смиљан Вучетић
- Ненад Јездић као Славко
- Радован Вујовић као Бакрач
- Милена Радуловић као Лидија
- Марта Бјелица као Крле Крстић
- Љубомир Булајић као Љуба Коларић
- Ваја Дујовић као Ана Станојевић
- Никола Ракочевић као Стефан

### Епизодне
- Марко Божић као Милутин Станојевић
- Петар Бенчина као Небојша
- Андреј Шепетковски као Василије Карамарковић
- Станислав Лисниј као Атаман Виталиј Кириленко
- Момчило Оташевић као Огњен
- Ида Кешкић као Сара Кон
- Ирфан Менсур као Осман Делибашић
- Душанка Стојановић Глид као др. Снежана Милић
- Даниел Ковачевић као козак 1
- Љубомир Ристић као козак 2
- Миодраг Крстовић као Вуксан Милојевић
- Марко Баћовић као Ђуровић
- Јасмина Вечански као Анина мајка
- Соња Колачарић као Милица Вранеш
- Танасије Узуновић као Видоје Бакрач
- Јелена Ступљанин као Луиза
- Изудин Бајровић као Мунижаба
- Ненад Окановић као Копчалић
- Небојша Кундачина као Мохсен
- Новак Билбија као рибар
- Владан Дујовић као краниста
- Игор Дамњановић као Никола Бећирић
- Горан Гргић као Спенсер Рипли "Ајатолах"
- Ана Сакић као Вера
- Душко Премовић као Миша Булатовић
- Даница Радуловић као аналитичарка 1
- Нина Граховац као аналитичарка 2
- Слободан Бештић као Лазаров отац
- Мариана Аранђеловић као касирка
- Аљоша Вучковић као Гроспић
- Јана Милосављевић као Крлетова девојка
- Милица Михајловић као Караџићка
- Миа Карић као Караџићкина ћерка
- Ненад Гвозденовић као Павић
- Андрија Ковач као Копчалићев момак
- Стефан Јевтовић као Стефанов чувар 1
- Стефан Ђоковић као Стефанов чувар 2
- Богдан Богдановић као Сретен
- Андрија Никчевић као запослени
- Катарина Живковић као млада девојка
- Катарина Митровић као учитељица
- Бојан Лојковић као таксиста
- Иван Перковић као службеник
- Иван Ракић као рецепционер 1
- Милан Томић као рецепционер 2
- Немања Вановић као камионџија 1
- Висам Јазар као камионџија 2
- Хасан Алнаџар као камионџија 3
- Милан Богојевић као командант САЈ
- Станислава Јевтић као докторка
- Дарко Бјековић као шеф градилишта
- Бане Јевтић као репортер
- Артур Шанклер као старешина ЦИА
- Михаило Перишић као Кики
- Тијана Максимовић као девојка хороскоп
- Наташа Јанковић као босанска новинарка
- Лука Маркешић као млад момак
- Ана Погорелић као медицинска сестра
- Небојша Рако као колега Биа
- Никола Тодоровић као члан
- Алекс Папке као Лиор
- Марко Савковић као тв спикер
- Јана Ивановић као чистачица
- Лука Табашевић као банкарски службеник

### Гостујуће
- Тихомир Станић као Предраг Марјановић (лик и серије Убице мог оца)
- Марко Јанкетић као Мирко Павловић (лик и серије Убице мог оца)
- Славко Штимац као Сава (лик и серије Убице мог оца)
- Иван Ђорђевић као Веселин Бајовић (лик и серије Убице мог оца)
- Радоје Чупић као уредник (лик и серије Убице мог оца)
- Јована Стевић као новинарка Даница (лик и серије Убице мог оца)
- Милица Јанкетић као портпаролка полиције (лик и серије Убице мог оца)
- Дафина Достанић као новинарка Дафина (лик и серије Убице мог оца)
- Оливер Мандић

## Епизоде
| Бр. у серији | Бр. у сезони | Назив          | Редитељ                        | Сценариста       | Премијерно емитовање |
| --- | ------------ | -------------- | ------------------------------ | ---------------- | -------------------- |
| 13 | 1            | „Епизода 2.1”  | Мирослав Лекић                 | Димитрије Војнов | 10. октобар 2020.    |
| Расписани су председнички избори. Служба помно прати целу ситуацију, као и долазак руске приватне безбедносне агенције на челу са Атаманом Криленком која је стигла у Србију, на скуп Српског отаџбинског савеза. У колегијуму уместо Лазара, сада је нов агент Небојша који покушава да сагради однос поверења са Крлетом и Љубом којима је сад непосредни претпостављени. По Милојевићевом налогу они прате руску делегацију. Лидија ступа у контакт с бившим момком Огњеном који је упозорава да ће се десити нешто велико за безбедност читаве земље. Лазар и Ана се због сина труде да функционишу као нормална породица али је предубок јаз између њих. Лазар се бори са женином издајом и утеху налази у Милици.Ова епизода је унакрсна са серијом Убице мог оца. |              |                |                                |                  |                      |
| 14 | 2            | „Епизода 2.2”  | Мирослав Лекић                 | Димитрије Војнов | 10. октобар 2020.    |
| Лидија покушава да добије Огњена, међутим, он јој се не јавља. Лазар бива изгубљен у својој летаргији до једне вечери када се десила Илијина отмица. Он тада добија позив који ће променити све. |              |                |                                |                  |                      |
| 15 | 3            | „Епизода 2.3”  | Мирослав Лекић                 | Димитрије Војнов | 17. октобар 2020.    |
| Над Бакрачем се врши притисак око Милојевићеве смене, али је он неодлучан. Након покушаја Илијине отмице и спашавања, Лазар се са породицом склања у хотел, али ни заједничка брига ни све што се десило не решава његов однос са Аном. Смиљан је бесан на службу после смрти руских агената. Лидија је забринута што јој се Огњен не јавља и одлази са Бакрачем код њега да провери да ли је добро. Луиза преко Славка тражи услугу од Лазара и Илије јер ће му тако решити проблем са Русима. Немајући избора, Илија и Лазар морају да крену у тајну акцију.Ова епизода је унакрсна са серијом Убице мог оца. |              |                |                                |                  |                      |
| 16 | 4            | „Епизода 2.4”  | Мирослав Лекић                 | Димитрије Војнов | 18. октобар 2020.    |
| Служба је обавештена о инциденту у Турн Сверенину али немају податке о чему се заправо ради и не знају да је и Лазар део тога. Луиза је задовољна обављеним задатком али Илијине обавезе код ње још нису завршене. Лидија, потресена Огњеновом смрћу, предлаже Бакрачу тајни задатак иако није довољно обучена за то. Лазар тражи помоћ од Смиљана Вучетића а Славко пред кума Ђуровића ставља немогућу молбу. Небојша, Крле и Љуба настављају да надзиру Атамана Кириленка иако он зна да су они јавили Лазару да је Илија мета Руса. |              |                |                                |                  |                      |
| 17 | 5            | „Епизода 2.5”  | Мирослав Лекић                 | Димитрије Војнов | 24. октобар 2020.    |
| Милојевић после Небојшиног извештаја покушава да схвати везу између Славка и Лазара и шта они заправо тачно раде. Лидија и Бакрач наговарају Милојевића на тајни задатак показујући му снимке Огњеновог ортака Стефана и представљају његову успешну ИТ фирму Кошница. Луиза уцењује Милицу да мора да шпијунира Лазара. Лазар и Ана даље не могу да пронађу заједнички језик иако му она доноси велике вести. Његови демони му и даље не дају мира, а онда долази и до конфронтације са Милицом.Ова епизода је унакрсна са серијом Убице мог оца. |              |                |                                |                  |                      |
| 18 | 6            | „Епизода 2.6”  | Мирослав Лекић                 | Димитрије Војнов | 25. октобар 2020.    |
| Лазар и Милојевић покушавају да изгладе односе, али због пољуљаног поверења више нико ником не верује. Колегијум анализира вест да је у Сарајеву умро Осман Делибашић, некадашњи високи функционер Службе и близак сарадник Милојевићевог и Бакрачевог оца. Инспектор Небојша тражи помоћ од Лазара у односу са Љубом и Крлетом. За то време, Кошница почиње са великом акцијом која ће подићи земљу на ноге. Лидија обавештава Милојевића и Бакрача о свему, али нико не схвата за чији рачун то Стефан ради. Истовремено, Стефан паралелно ради и са неповерљивим Смиљаном. Илија завршава задатак за Луизу, али неко га прати.Ова епизода је унакрсна са серијом Убице мог оца.                                                                                       |              |                |                                |                  |                      |
| 19 | 7            | „Епизода 2.7”  | Иван Живковић                  | Димитрије Војнов | 31. октобар 2020.    |
| Лидија покушава да оствари ближи однос са Стефаном знајући да само тако може да прикупи доказе служби да је Кошница извела пласирање лажних вести о диверзији на Врачарском тунелу поготово што ни Милојевић нема подршку са врха да се тиме бави. Стефан наставља са својим пословима, добија нове информације и захтеве. Између осталог, тражи од Славка обезбеђење. Луиза притиска Лазара да обави тајни задатак, али њега мучи што није помогао Небојши. |              |                |                                |                  |                      |
| 20 | 8            | „Епизода 2.8”  | Иван Живковић                  | Димитрије Војнов | 1. новембар 2020.    |
| Лазар сумња да Небојшин нестанак има везе са Илијом, али то прећуткује Бакрачу. Ради на Луизином задатку јер искрено жели да помогне Милици. У разговору са психологом покушава да разуме Анине поступке. Са друге стране, Стефан подиже Стражи рејтинг иако се Смиљану све мање допада. И медији то примећују. Стефан покреће нову акцију пласирања информација, али овај пут правих. Служба постаје свесна каквог непријатеља има и позива у помоћ израелску мајорку Сару Кон. |              |                |                                |                  |                      |
| 21 | 9            | „Епизода 2.9”  | Иван Живковић                  | Димитрије Војнов | 7. новембар 2020.    |
| Милојевићев отац је узнемирен због Видојеве смрти. Служба званично проглашава Небојшу несталим, али поред Кошнице имају и много већи проблем. Лазар преузима оперативни рад који га доводи до неочекиваног открића. Марјановић наставља притисак на Бакрача да се смени Милојевић, а Милојевић повлачи непромишљен потез који ће имати несагледиве последице.Ова епизода је унакрсна са серијом Убице мог оца. |              |                |                                |                  |                      |
| 22 | 10           | „Епизода 2.10” | Иван Живковић                  | Димитрије Војнов | 8. новембар 2020.    |
| Марјановић тражи свој начин да дође до Стефана свестан да се други пут неће извући и да га Служба неће заштитити. Стража уз помоћ Кошнице повећава број будућих гласача иако Смиљан жели да прекине сарадњу. Сара још није завршила свој посао. Милојевић сумњичи Илију око Небојшиног нестанка. Стефан напада Службу новим досијеом и више ништа неће бити исто. Лазар покушава да добије неке одговоре од Славка, али га Ана зове са лошим вестима.Ова епизода је унакрсна са серијом Убице мог оца. |              |                |                                |                  |                      |
| 23 | 11           | „Епизода 2.11” | Мирослав Лекић и Иван Живковић | Димитрије Војнов | 14. новембар 2020.   |
| Ана је љута на Илију после Мићкове отмице а Лазар шокиран сазнањем како је до свега уопште дошло и ко је заправо допринео томе. Лазар интензивно ради на сакупљању доказа против Стефана не знајући да је он већ нажалост провалио Лидију. Признаје Бакрачу све. Српски отаџбински савез припрема предизборни скуп у Београду и Атаман Кириленко поново долази. Стефан организује рођенданску журку изненађења за једног запосленог која је само велики параван.Ова епизода је унакрсна са серијом Убице мог оца. |              |                |                                |                  |                      |
| 24 | 12           | „Епизода 2.12” | Иван Живковић                  | Димитрије Војнов | 15. новембар 2020.   |
| Ана долази у Миличин стан забринута због објављивања вести да је проневерила велики новац. Славко креће са својим планом намештања Ђуровића на чело службе. Колегијум је забринут због Лидијиног нестанка и морају што пре да дођу до Стефана, али он је већ на сигурном и подваљује нове лажне вести. Атаман покушава да наговори Смиљана да се врати на чело странке. Догађаји се убрзавају и све је мање времена, а онда долази вест да је нестао амерички дрон. У неочекиваном расплету, многе тешке истине ће изаћи на видело. |              |                |                                |                  |                      |